# Calliscelio paulisiensis
Calliscelio paulisiensis är en stekelart som först beskrevs av Jean Risbec 1958.  Calliscelio paulisiensis ingår i släktet Calliscelio och familjen Scelionidae. Inga underarter finns listade.